# Live Zabor
Live Zabor es una película de los Sugarcubes, banda islandesa liderada por la cantante y compositora Björk. Live Zabor salió al mercado en 1990 a través de Elektra Records y contiene entrevistas a cada uno de los integrantes de la banda y conciertos en vivo.

## Contenido
1. Entrevista a Einar Örn Benediktsson
2. ”Planet” (Reikiavik, mayo de 1989)
3. ”Cowboy” (Reikiavik, mayo de 1989)
4. Entrevista a Margrit Ornolfsdóttir
5. ”Mama” (Astoria, Londres, junio de 1988)
6. Entrevista a Sigg
7. ”Coldsweat” (Astoria, Londres, junio de 1988)
8. Entrevista a Bragi
9. ”Cat” (Astoria, Londres, junio de 1988)
10. ”Birthday” (Astoria, Londres, junio de 1988)
11. Entrevista a Björk Guðmundsdóttir
12. ”TV” (Astoria, Londres, junio de 1988)
13. ”Delicious Demon” (Astoria, Londres, junio de 1988)
14. Entrevista a Þór Eldon
15. ”Motorcrash” (Aburn, Alabama, octubre de 1988)
16. ”Plastic” (Akureyri, mayo de 1989)
17. ”Eat the Menu” (Akureyri, mayo de 1989)
18. ”Speed is the Key” (Akureyri, mayo de 1989)
19. ”Deus” (Aburn, Alabama, octubre de 1988)
20. ”Luftgítar” (Akureyri, mayo de 1989)

Véase también:

- Discografía de Björk